# Kościół Adwentystów Odpocznienia Sabatu
Kościół Adwentystów Odpocznienia Sabatu (ang. Sabbath Rest Advent Church, niem. Sabbatruhe Advent Gemeinschaft) – jeden z autonomicznych kościołów adwentystycznych, wywodzących się z grona wyznań protestanckich, działający w ponad trzydziestu krajach i grupujący około dwóch tysięcy członków.
Został założony około 1950 roku przez byłego pastora Kościoła Adwentystów Dnia Siódmego Fryderyka T. Wrighta, mającego inny pogląd co do nauki o grzechu i zbawieniu. Podobnie jak pierwsi adwentyści (np. Ellen G. White – Świadectwa dla kaznodziejów str. 91) uznawał, że człowiek rodzi się w niewoli grzechu i dlatego jest grzesznikiem. Nie może przestać grzeszyć bo zbawienie (rozumiane jako rzeczywiste zaprzestanie wszelkiego grzeszenia) pochodzi z łaski, czyli jest darem. Jednak, jak powiada F. T. Wright – Chrystus wykupił nas z niewoli grzechu i przez to może nami zawładnąć, jeżeli o to gorliwie prosimy w modlitwie i wtedy grzeszyć przestaniemy de facto. Tę naukę o usprawiedliwieniu z łaski przez wiarę F. T. Wright głosił w Nowej Zelandii i Australii.
Wyznawcy uznają pisma E. J. Waggonera i A. T. Jonesa za "najcenniejsze poselstwo" (to właśnie odróżnia ich od Kościoła Adwentystów Dnia Siódmego). Siedzibą Kościoła jest niemiecka wioska Dickendorf. Przywódcą do 1990 był F. T. Wright, obecnie jest nim Andreas Dura.
Podstawowa doktryna Kościoła Adwentystów Odpocznienia Sabatu jest następująca: moc boża, która powoduje odrodzenie w sercu człowieka, pochodzi wyłącznie od Jezusa Chrystusa. Dzięki niej grzeszny człowiek może przestać grzeszyć. Człowiek sam z siebie nie może przestać grzeszyć, ponieważ nie może siebie samego wykupić z grzechu. Do tego potrzebny jest ktoś inny, kto już to zrobił umierając za wszystkich – Bóg (Chrystus). Grzech nie jest tylko tym co robimy, ale przede wszystkim tym, kim jesteśmy. Jeżeli jesteśmy złym drzewem, to i owoce (uczynki) będą złe a, jeśli dobrym – to owoce będą dobre. Dlatego nie możemy nie grzeszyć, bowiem nie możemy zmienić swojej własnej natury, czyli tego, kim jesteśmy. Chrystus może natomiast nam ją zmienić, bo zwyciężył na krzyżu. I rzeczywiście zmienia ją każdemu kto tego pragnie, powodując tym samym jego zbawienie. Taki człowiek już rzeczywiście nie grzeszy.
Kościół wierzy w Trójce Świętą. Uznaje sobotę jako pamiątkę Ewangelii – mocy Bożej ku niegrzeszeniu i jako święto obowiązujące wszystkich członków. Praktykuje chrzest w imię Trójcy Świętej przez zanurzenie. Nie uznaje duszy nieśmiertelnej. Duży nacisk kładzie na misje, do której zachęca również młodzież. Co roku organizowana jest 3-miesięczna konferencja. Obowiązuje powszechny zakaz spożywania wszelkiego mięsa, alkoholu, tytoniu, narkotyków, kawy, herbaty, cynamonu a nabiał (jajka oraz mleko i jego przetwory) mogą być spożywane tylko od zwierząt hodowanych naturalnie, nigdy na farmie. Kościół wierzy w bardzo bliski koniec świata, który utożsamiają z drugim przyjściem Jezusa, w czasie którego nastąpi zmartwychwstanie sprawiedliwych i zabranie ich do nieba.